# Білецький Василь (1856)

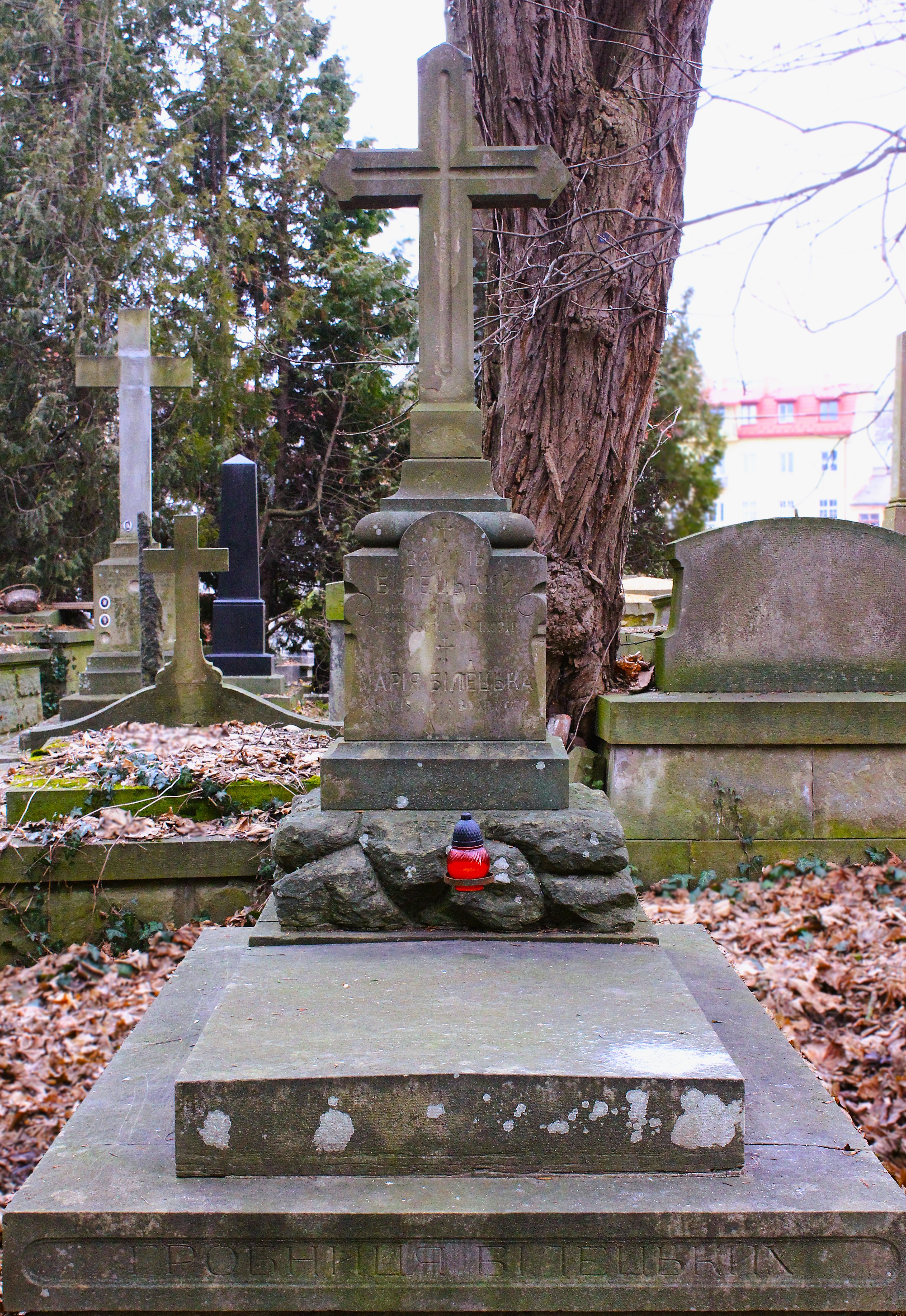
Гробниця родини Василя та Марії Білецьких.

Васи́ль Біле́цький (13 січня 1856, село Витків Радехівського повіту, нині Львівської області — 18 лютого 1931) — український педагог-історик, просвітянин, культурно-освітній діяч. Був у шлюбі з  Білецькою Марією(1864-1937).

## Життєпис
Викладав у народних і середніх школах у Галичині.
Активний діяч «Просвіти»: редагував книги, календарі, періодичні видання 
Редактор львівського ілюстрованого двотижневика для дітей і молоді «Дзвінок» (1896 — 1902 і 1904 — 1908), який відзначався високим педагогічним і мистецьким рівнем, оскільки серед його співробітників були Леонід Глібов, Ганна Барвінок, Михайло Коцюбинський, Уляна Кравченко, Іван Липа, Іван Франко, Гнат Хоткевич, Леся Українка.
Автор книги «Дещо про народну карність» (1908).
Помер у Львові, похований на 59 полі Личаківського цвинтаря.